# سانحه (مجموعه تلویزیونی)
سانحه (اسپانیایی: El accidente‎) یک مجموعهٔ تلویزیونی درام اسپانیایی است که در سال ۲۰۱۷ منتشر شد.

## گزیدهٔ بازیگران
- اینما کوئستا
- کیم گوتیه‌رس[۱]
- ائوسبیو پونسلا[۱]
- برتا باسْـکِـس[۱]
- خوئل بوسکد[۱]
- آلن اِرناندس[۱]
- ماریانا کوردرو